# 蘇州 (遼朝)
蘇州，安復軍，辽朝在今辽宁大连市金州区设置的州。
蘇州在高句丽时期为南苏城，唐朝为安东都护府下的南苏州。辽兴宗置苏州，安复军节度。兵事属南女直汤河司。统二县：来苏县、怀化县。金朝皇统三年（1143年）降为化成县，属复州。贞祐四年（1216年）五月升为金州。